# Věnceslav Černý

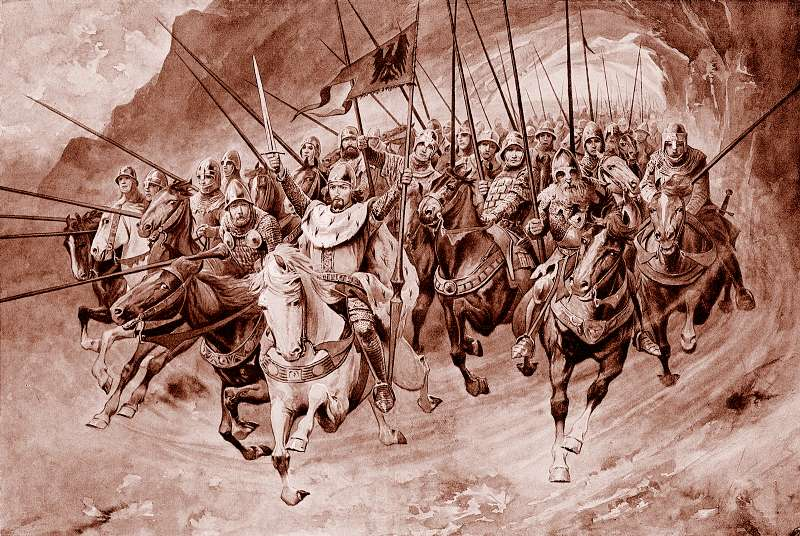
Święty Wacław zjeżdża na czele blanickich rycerzy z góry – Věnceslav Černý (ilustracja do Starych opowieści czeskich Aloisa Jiráska)

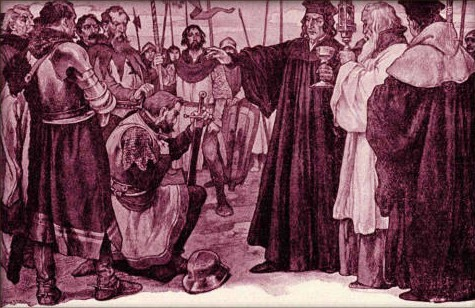
Věnceslav Černý – Čeněk z Vartemberka posłuje do Prażan

Věnceslav Černý (ur. 27 stycznia 1865 w Nowej Wenecji (Nové Benátky), gmina Benátky nad Jizerou, zm. 15 kwietnia 1936 w Mladá Boleslav) – czeski malarz i ilustrator.

## Życie i twórczość
Początkowo studiował w praskiej Akademii Sztuk Pięknych, później na podobnej uczelni w Wiedniu. Mieszkał w różnych miastach – w Pradze, Mladé Boleslavi i w uzdrowisku Železnice. Poświęcał się przede wszystkim ilustratorstwu, tak książkowemu, jak i w czasopismach (np. Světozor, Zlatá Praha), a także malarstwu olejnemu – głównie batalistycznemu (interesowały go historyczne motywy bitewne). Věnceslav Černý był ilustratorem w licznych praskich wydawnictwach, takich jak Kvasnička a Hampl, Alois Hynek, Toužimský a Moravec czy Josef R. Vilímek, gdzie ilustrował książki, m.in. takich autorów jak Henryk Sienkiewicz lub Karl May. Ilustrował także pamiętniki Giacoma Casanovy a w latach 1893–1909 szesnaście książek Juliusza Verne.